# 成田市立久住第二小学校
成田市立久住第二小学校（なりたしりつ くずみだいにしょうがっこう）は、千葉県成田市大室にあった公立小学校。現在は簡易宿泊施設「Ready to Flight! NARITA」に転用されている。

## 概要
本校は創立136年の歴史を持ち、学区は成田市のほぼ中央に位置した。なお、周辺は農村地帯でありゴルフ場も点在している豊かな自然に恵まれた地域であるが、学区が極めて広範囲であるため児童の約80%がバス通学であった。

## 沿革
- 1873年（明治6年） - 創立[2]。
- 2011年（平成23年） - 久住第一小学校と統合して久住小学校が設立されたことに伴い、閉校[2]。
- 2016年（平成28年）12月 - 敷地や建物を一体的に利活用する条件で、公募型プロポーザル方式にて民間事業者を募集。1社が応募するものの、条件に満たず[2]。
- 2017年（平成29年）9月 - 民間事業者を再公募[2][3]。
- 2018年（平成30年）8月 - 成田市が、リオン不動産に建物類を約10年間無償（改修工事は業者負担）、土地を１平方メートル当たり190円程度の有償でそれぞれ貸し付け、「小学校に泊まれる施設」とする方針を明らかにする[4]。
- 2019年（令和元年）8月 - 旧校舎の整備を経て、簡易宿泊施設「Ready to Flight! NARITA」がオープン[5]。

## 学区
現在は久住小学校の学区。
芝、大室、土室、小泉、新泉

## 進学
- 成田市立久住中学校